# نيكولا فويوفيتش
نيكولا فويوفيتش هو لاعب كرة قدم صربي في مركز الهجوم، ولد في 27 نوفمبر 1990 في باتشكا بالانكا في صربيا. لعب مع FK Javor Ivanjica ‏.

## وصلات خارجية
- نيكولا فويوفيتش على موقع قاعدة بيانات كرة القدم.إي يو (الإنجليزية)
- نيكولا فويوفيتش على موقع Soccerway.com (الإنجليزية)